# Горішнє Дряново
Горішнє Дря́ново (болг. Горно Дряново) — село в Благоєвградській області Болгарії. Входить до складу громади Гирмен.

## Населення
За даними перепису населення 2011 року у селі проживали 1009 осіб.
Національний склад населення села:
| Національність   | Кількість осіб | Відсоток |
| ---------------- | -------------- | -------- |
| болгари          | 920            | 92,1%    |
| турки            | 12             | 1,2%     |
| цигани           | 0              | 0%       |
| інша             | 24             | 2,4%     |
| не визначились   | 43             | 4,3%     |
| Всього відповіли | 999            |          |

Розподіл населення за віком у 2011 році:
Динаміка населення: